# Trifolium ankaratrense
Trifolium ankaratrense är en ärtväxtart som beskrevs av Jean Marie Bosser. Trifolium ankaratrense ingår i släktet klövrar, och familjen ärtväxter. Inga underarter finns listade i Catalogue of Life.